# 음스와티 3세
마코세티베 음스와티 3세(영어: Makhosetive Mswati III, 1968년 4월 19일 ~ )는 현 에스와티니 국왕이다. 본명은 마코세티베 들라미니(영어: Makhosetive Dlamini)로, 1986년 4월 25일에 아버지 소부자 2세의 뒤를 이어 즉위하였다. 아버지는 그를 ‘마코세티브’라고 불렀고 그 이름은 ‘나라의 왕’을 뜻한다. 그가 태어나던 1968년은 에스와티니가 영국의 지배에서 벗어난 해이기도 하다.